# 로베르토 마로니

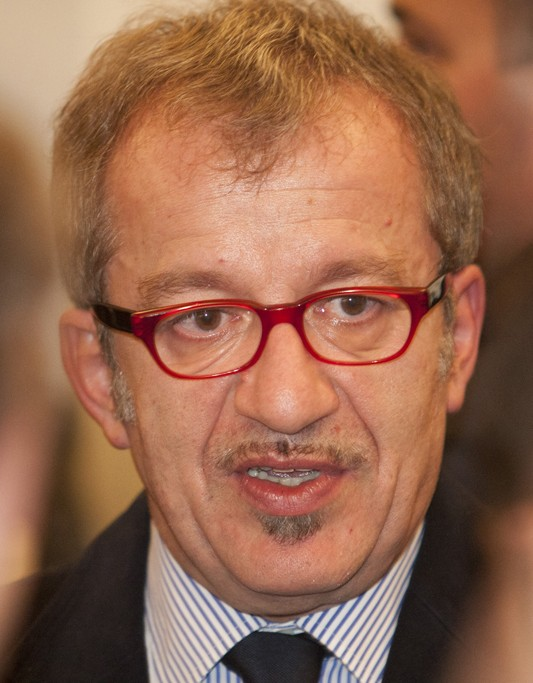
로베르토 마로니 (2010년)

로베르토 에르네스토 마로니(이탈리아어: Roberto Ernesto Maroni, 1941년 9월 19일 ~ 2022년 11월 22일)는 이탈리아의 정치인으로 지역주의, 유럽회의주의 정당인 북부동맹(이탈리아어: Lega Nord)의 당원이다.
바레세 출신 1979년 밀라노 대학교에서 대륙법에 관한 논문을 발표하면서 법학과 학사 학위를 받았다. 1994년 5월 5일부터 1995년 1월 17일까지, 2008년 5월 8일부터 2011년 11월 16일까지 이탈리아 내무부 장관을 역임했으며 2001년 6월 11일부터 2006년 5월 17일까지 이탈리아 노동부 장관을 역임했다.
2012년 7월 1일부터 2013년 12월 15일까지 북부동맹 대표를 역임했다. 2013년 2월 27일부터 2018년 3월 26일까지 롬바르디아주의 주지사를 역임하였다.